# Tribelhorn

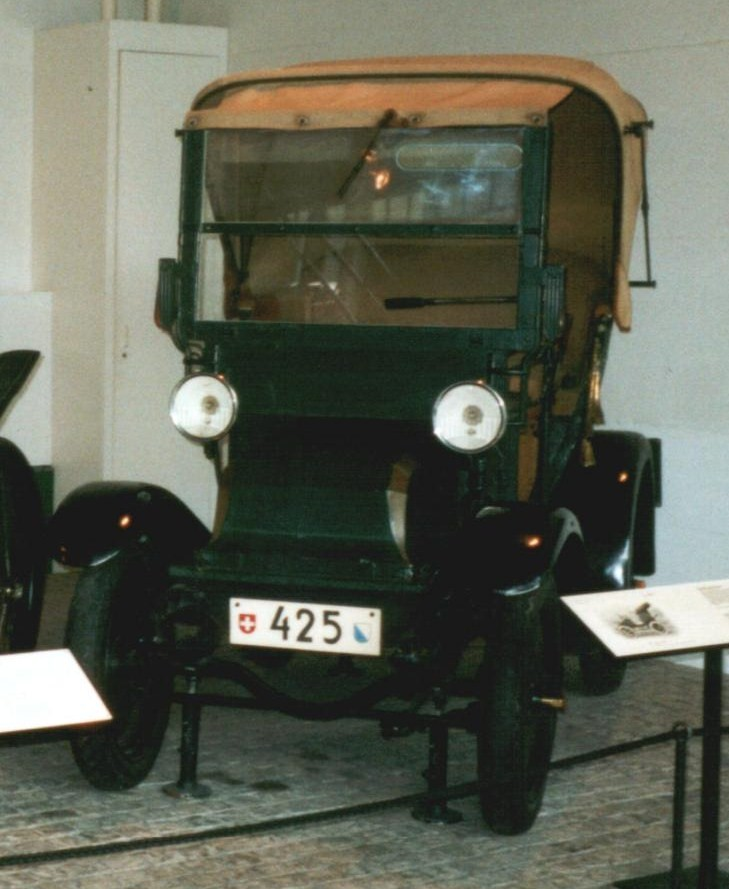
Tribelhorn

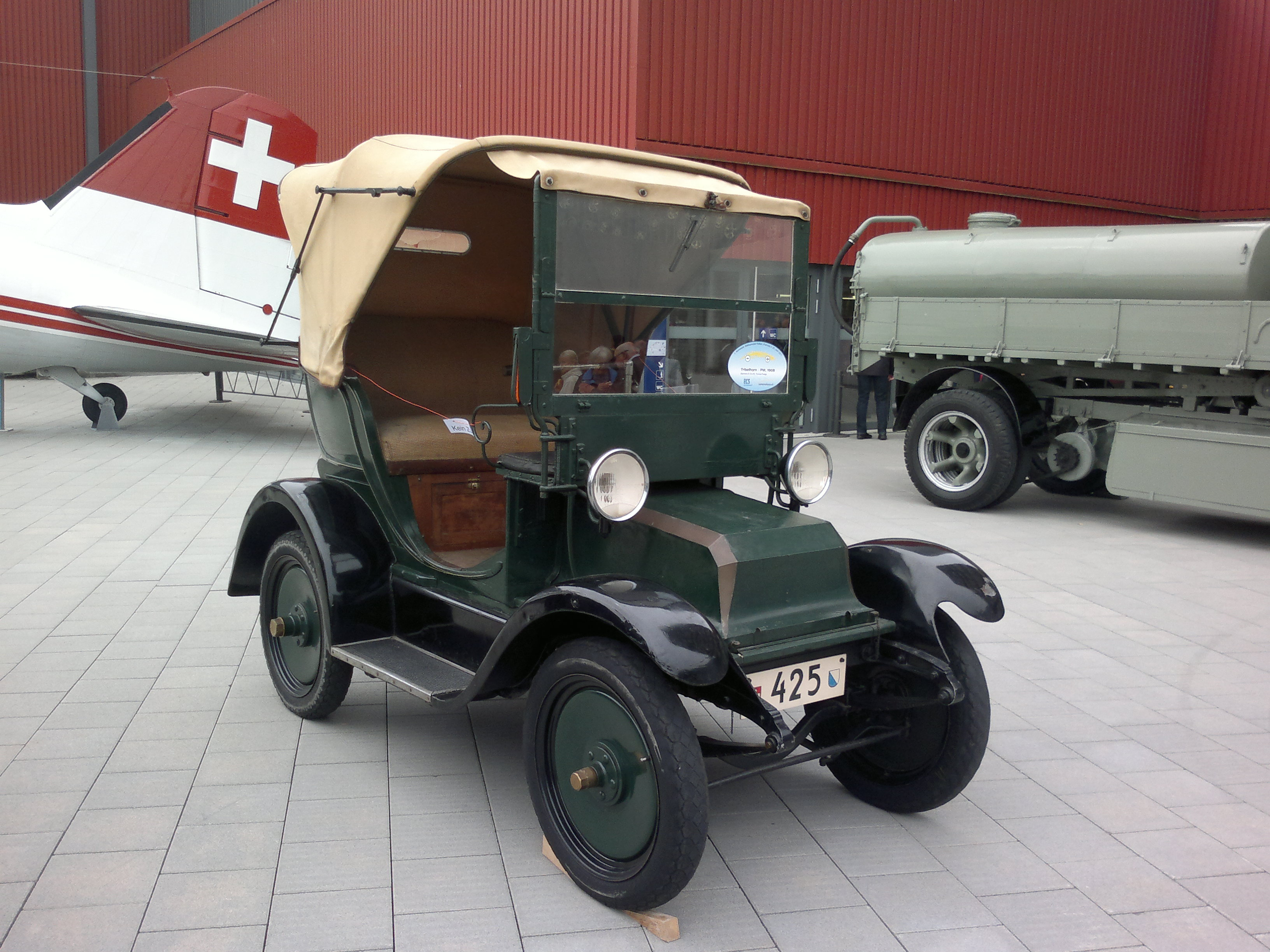
Tribelhorn

Tribelhorn war ein Schweizer Hersteller von Automobilen und Lastwagen.

## Unternehmensgeschichte
Das Unternehmen A. Tribelhorn & Cie. AG wurde von Johann Albert Tribelhorn gegründet und begann 1902 in Feldbach mit der Produktion von Automobilen und Lastwagen. 1918 erfolgte die Umbenennung in Electrische Fahrzeuge AG und der Umzug nach Altstetten. 1918 wurden 112 Fahrzeuge hergestellt. 1920 wurde die Produktion eingestellt.

## Fahrzeuge
Es wurden ausschliesslich Fahrzeuge mit Elektromotor hergestellt. Der Schwerpunkt lag auf der Produktion von Nutzfahrzeugen, während Personenwagen nur in geringen Stückzahlen hergestellt wurden. 1902 entstanden die ersten Prototypen. 1907 bestand das Angebot aus den Modellen Phaeton mit einem dreisitzigen Vis-à-Vis-Aufbau, dem Modell 1 Typ A, einem leichten zweisitzigen Kleinwagen, dem Modell 1 Typ C, einem zweisitzigen Kleinwagen, dem Modell 2 Typ D mit Doppelphaeton-Karosserie und dem Modell 1 Typ E als Limousine und Landaulet. 1918 erschien der Luxuswagen Nautilus, der nur in sehr geringen Exemplaren hergestellt wurde.
Zwei Fahrzeuge dieser Marke sind im Verkehrshaus der Schweiz in Luzern zu besichtigen.